# Okresowe ruchy kończyn podczas snu
Okresowe ruchy kończyn podczas snu, okresowe ruchy kończyn we śnie, mioklonie nocne – zaburzenie snu cechujące się występowaniem mimowolnych skurczów mięśni kończyn dolnych (rzadziej górnych), w trakcie zasypiania lub snu. Rozpoznaje się je na podstawie wywiadu i wyniku polisomnografii.
Okresowe ruchy kończyn podczas snu niekiedy współistnieją z zespołem niespokojnych nóg.